# Lady Margaret en de liefde
Lady Margaret en de liefde is een hoorspel van Bill Morrison. The Love of Lady Margaret werd op 16 juli 1972 door de BBC uitgezonden. Coos Mulder vertaalde het en de KRO zond het uit in het programma Theater op dinsdag 2 november 1976, van 21:45 uur tot 23:00 uur (met een herhaling op dinsdag 22 augustus 1978). De regisseur was Willem Tollenaar.

## Rolbezetting
- Ton Kuyl
- Pieter Lutz
- Henny Orri
- Louise Robben
- Guusje Westerman

## Inhoud
Dit hoorspel handelt over de liefdesproblemen van een vrouw van middelbare leeftijd uit de betere kringen in Engeland. Vanaf het begin van haar huwelijk met een zekere Sir Tom is haar liefdesleven geheel anders dan ze zich had voorgesteld. Haar jonge jaren zijn voorbij en ze woont nu in een buitenhuis aan de rand van een kleine stad. Zij is bijna altijd alleen: haar beide kinderen zijn op kostschool en haar man komt alleen in de weekends thuis. De mogelijkheid tot gedachtewisseling tussen haar en Sir Tom heeft al geruime tijd geleden opgehouden te bestaan. De auteur laat dan ook simultaan met de nietszeggende gesprekken tussen beide echtelieden de gedachten horen die Lady Margaret op dat moment werkelijk bezighouden. Frustraties brengen haar in haar eenzaamheid tot dagdromen. Het onderwerp van die dagdromen is een nieuwe leraar uit het stadje. Het spel gaat over die dromen – niet hoe ze tot stand komen, maar hoe ze worden beleefd – en over de wanhoop die Lady Margaret ertoe brengt om die dromen tot leven te wekken…